# (5643) Roques
(5643) Roques es un asteroide perteneciente al cinturón de asteroides descubierto el 22 de agosto de 1990 por Henry E. Holt desde el Observatorio del Monte Palomar, Estados Unidos.

## Designación y nombre
Designado provisionalmente como 1990 QC2. Fue nombrado Roques en honor a Françoise Roques, por su trabajo en la dinámica de los discos planetarios y circunestelares. Ha explorado numéricamente la interacción de los discos de polvo circunestelar con planetas incrustados y ha aplicado su trabajo tanto al sistema β Pictoris como a las estrellas binarias. También ha observado ocultaciones estelares por los planetas gigantes con el objetivo principal de analizar la dinámica de las atmósferas planetarias.

## Características orbitales
Roques está situado a una distancia media del Sol de 2,190 ua, pudiendo alejarse hasta 2,567 ua y acercarse hasta 1,814 ua. Su excentricidad es 0,171 y la inclinación orbital 5,005 grados. Emplea 1184,53 días en completar una órbita alrededor del Sol.

## Características físicas
La magnitud absoluta de Roques es 14,5.